# جوزيف ر. أندرسون
جوزيف ر. أندرسون (بالإنجليزية: Joseph Reid Anderson) هو مهندس مدني أمريكي، ولد في 16 فبراير 1813 في فينكاستل في الولايات المتحدة، وتوفي في 7 سبتمبر 1892 في جزر شولز في الولايات المتحدة.